# Omid Tofighian
Omid Tofighian   (1975) és un filòsof irano-australià i investigador honorífic associat a la Universitat de Sydney. És conegut per la seva recerca en filosofia grega antiga i per la seva traducció del persa a l'anglès de l'escriptor kurd Behrouz Boochani, Cap altre amic que les muntanyes, publicat en català per Raig Verd i traduït per Josefina Caball.

## Llibres
- Myth and Philosophy in Platonic Dialogues, Palgrave 2016
- Boochani, Behrouz, No Friend But the Mountains, Omid Tofighian (trans), Picador 2017